# Adam Mickiewicz
Adam Bernard Mickiewicz, född 24 december 1798 i Zaosie nära Nowogródek, guvernementet Grodno, död 26 november 1855 vid Konstantinopel, var en polsk författare, ofta ansedd som Polens nationalskald. Mickiewicz är den polska romantiska poesins främste representant.

## Liv och verk
Adam Mickiewicz föddes 1798 i en del av den gamla polsk-litauiska unionsstaten som sedan 1795 tillhörde Ryssland och kom under sitt liv att verka för den polska nationens återfödelse. Åren 1815–1819 studerade han vid filologiska fakulteten vid Vilnius universitet. Hans första poetiska alster, Zima miejska (”En vinter i staden”) 1818 hyllade fortfarande de klassiska mönstren, men genom studiekamraten Tomasz Zan och den ryske romantiske skalden Vasilij Zjukovskij fick han upp ögonen för romantikens ideal. År 1822 utkom i Vilnius den första samlingen av hans Poezje, ballader grundade på gamla litauiska sagomotiv, som betraktas som den polska romantikens genombrottsverk. I balladen ”Romantyczność” framlade han romantikens program.

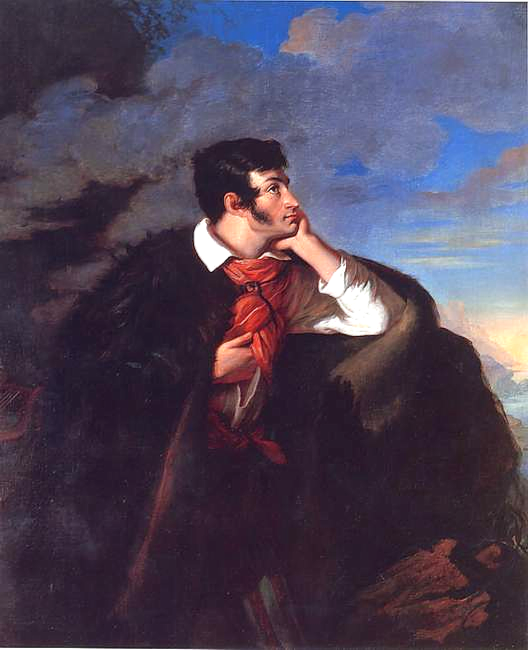
Adam Mickiewicz avporträtterad av Walenty Wańkowicz 1827–1828.

Åren 1820–1823 var Mickiewicz lärare i latinsk litteratur vid gymnasiet i Kovno, men stod fortfarande i förbindelse med vännerna i Vilnius i de underjordiska studentförbunden filomaterna och filareterna (Filomaci och Filareci), som verkade för humanismens ideal och Polens frihet. Under tiden hade han personligen genomlevt sin första, för hela hans liv betydelsefulla romans, kärleken till "Maryla". Hans lidelsefulla hängivenhet möttes med vänskap och beundran, men Maria Wereszczakowna gifte sig med en greve Puttkamer. Mickiewicz kände sig djupt olycklig, men med hans känslighet förenade sig skaldens förmåga att omforma sina känslor till konstverk. Fjärde delen av det stora, ofullbordade och till sin komposition oklara diktverket Dziady (Förfädernas afton – "festen till förfädernas minne") 1823, innehåller hans historia och har för honom samma betydelse som Den unge Werthers lidanden för Goethe. Trött på böcker och läsning tilltalades han nu endast av Byron, som utövade ett omisskännligt inflytande på hans skaldskap. Den andra delen av Dziady, som rör sig kring det offer folket hembär åt de avlidna på Alla själars dag den 2 november, motsvarar genom sitt innehåll diktens titel.
Till det första skedet i skaldens alstring hör ännu Grażyna (1823), ett epos som förenar klassisk formfulländning och klassiskt lugn med lyrisk värme. Här skildras en ädel litauiska som offrar sin lycka och sitt liv i strid mot de tyska ordensriddarna, som hotar hennes folk.

### Inre förvisning från 1824
Mickiewicz och de andra filareterna arresterades 1823 på grund av sin polsk-patriotiska verksamhet. Följande år förvisades han till det inre Ryssland. Han sökte först förgäves en lärarplats vid ett lyceum i Odessa. Ett besök på Krim 1825 och studier av Orientens litteratur gav ämne och form åt hans Sonety krymskie ("Krimsonetter"). Något senare fick han anställning i generalguvernörens kansli i Moskva. I Moskva umgicks Mickiewicz förtroligt med den tidens förnämsta författare i Ryssland. Han fick 1827 tillåtelse att flytta till Sankt Petersburg och ingick i en vänskaplig förbindelse med Aleksandr Pusjkin och Zjukovskij. Här utgavs 1828 versberättelsen Konrad Wallenrod. Även denna dikt hämtar motiv från Tyska ordens krig mot litauerna. I Konrad Wallenrods känslor mot tyskarna igenkänns Mickiewicz egna mot ryssarna.

### Exil i Västeuropa

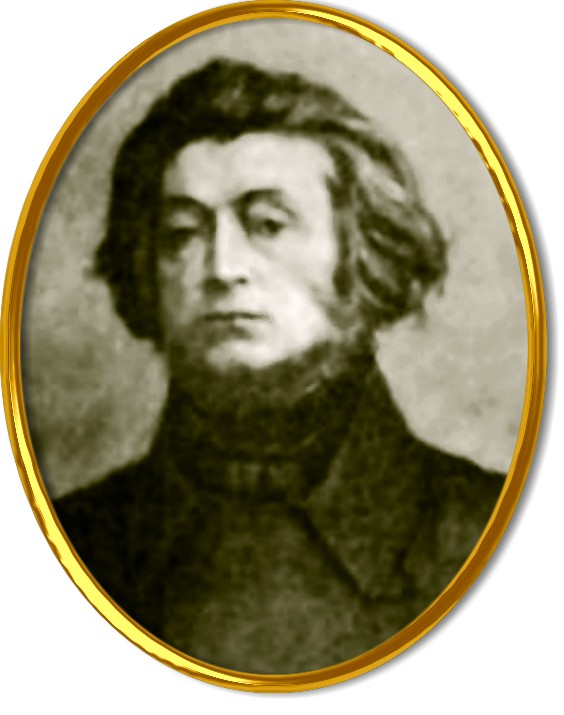
Adam Mickiewicz.

Sommaren 1829 befriades Mickiewicz av hälsoskäl från förvisningen. Han reste till Dresden där han sammanträffade med sin vän och lärjunge Antoni Edward Odyniec. Tillsammans besökte de Goethe i Weimar och fortsatte sedan till Italien. Samtidigt som Mickiewicz bedrev arkeologiska studier, umgicks han i ett kosmopolitiskt sällskap av konstnärer och intellektuella och lärde i Rom känna greve Ankwicz-Skarbeks dotter Henryeta, som gjorde ett starkt intryck på honom och bland annat påverkade hans religiositet i mystisk riktning. Hans kärlek till Henryeta besvarades, men den stolte magnaten ville inte höra talas om en fattig författare som måg.
År 1830 nåddes han i Rom av nyheterna om det polska novemberupproret, vars utbrott snart följdes av repression och olyckor, som djupt inverkade på Mickiewicz sinne. I april 1831 lämnade han Rom. I avsikt att aktivt delta i insurrektionen begav han sig först till Poznań, beläget i den del av Polen som låg under preussiskt välde. Han misslyckades med att ta sig in i den ryska delen av Polen och återvände i stället till Dresden. Där publicerades 1833 den tredje och viktigaste delen av dramat Dziady (på tyska som Die Todtenfeier 1887), där han ofta realistiskt och sarkastiskt skildrade episoder från sin egen fängelsetid i Vilnius och livet i Warszawas rysk-polska salonger. Med rätta berömd är den till fängelset förlagda monologen ”den stora improvisationen”, ett motstycke till Bibelns Job, Aiskylos Prometheus och Byrons "Manfred" och "Kain".
År 1832 kom Mickiewicz trots mot den ryske arvfienden och tro på fosterlandets återuppståndelse till uttryck i de till flera språk översatta Księgi narodu polskiego i pielgrzymstwa polskiego (”Polska folkets och det polska pilgrimskapets böcker”), en berättelsecykel i biblisk språkform.
År 1834 utgav han i Paris sitt litterära storverk, verseposet Pan Tadeusz czyli Ostatni zajazd na Litwie (Herr Tadeusz eller Sista fejden i Litauen). Denna verkligt klassiska hjältedikt i homerisk stil återspeglar förträffligt det borttynande polska adelssamhällets inre och yttre liv i början av 1800-talet, då Napoleons tåg till östra Europa väckte nya förhoppningar i de polska sinnena. Många av de tecknade personerna är återgivna efter naturen, stundtals i komisk belysning, men med en djup underström av patriotisk sympati.

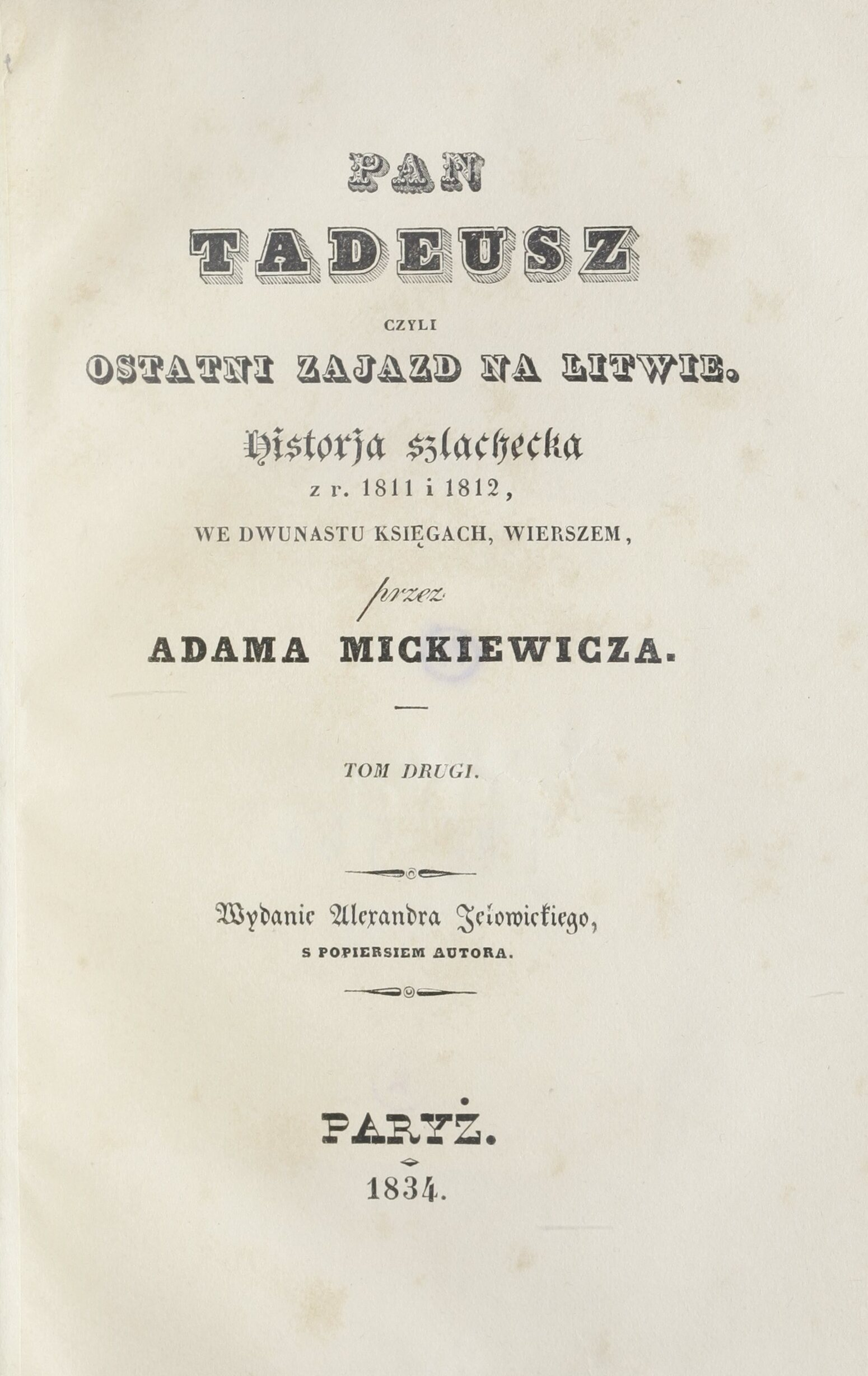
Mickiewicz berömda versepos Pan Tadeusz, 1834.

Samma år som han utgav Pan Tadeusz gifte han sig med Celina Szymanowska, men äktenskapet blev problematiskt. Livet i Paris med en så småningom talrik familj – paret hade sex barn – innebar stora umbäranden. Ett på franska skrivet drama, Les confédérés de Bar, lyckades han inte få uppfört.
Hans yttre villkor tog en bättre vändning då han 1839 blev professor i latinsk litteratur i Lausanne. Redan följande år kallades han tillbaka till Paris för att tillträda professuren i slavisk litteratur vid Collège de France. Hans lärjungar förväntade sig mycket av hans verksamhet på denna framstående plats. Emellertid kom Mickiewicz under inflytande av den äventyrlige religionsfilosofen och mystikern Andrzej Towiańskis messianism. Då han använde lärostolen som plattform för messianistisk och politisk förkunnelse suspenderades han 1844. En av Mickiewicz några år senare uppsatt tidning, Tribune des peuples (1849), förbjöds. Vid sidan av mysticismen hängav han sig åt orealistiska förhoppningar om ett återupprättat demokratiskt Polen genom Napoleon III. Genom den sistnämndes försorg fick Mickiewicz emellertid en reträttpost som bibliotekarie vid Bibliothèque de l'Arsenal.
Vid Krimkrigets utbrott begav sig Mickiewicz till Konstantinopel i syfte bland annat att organisera en judisk legion som skulle delta i kriget mot Ryssland. Strax efter ankomsten insjuknade han dock i en koleraepidemi och avled. Hans kropp fördes åter till Frankrike och begravdes i Montmorency, norr om Paris, men flyttades 1890 till konungakryptan i katedralen på Wawel i Kraków.

## Eftermäle
Den svenske slavisten Alfred Jensen karakteriserar i Nordisk familjebok, uggleupplagan, Mickiewicz diktning på följande sätt: Mickiewicz "förenar i sin diktning ett utprägladt sinne för verkligheten med känslans djup; hans mystiskt färgade religiositet reagerar mot upplysningstidehvarfvets ytliga rationalism".
Pan Tadeusz, ofta betraktat som ett polskt nationalepos, filmatiserades av Andrzej Wajda 1999.

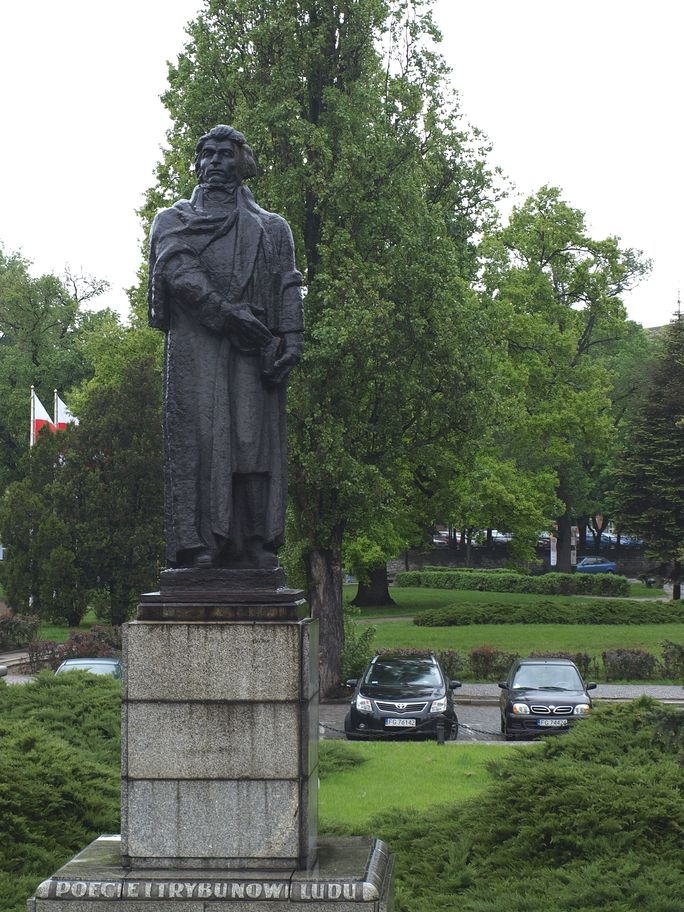
Minnesmärke av Józef Gosławski över Mickiewicz i Gorzów Wielkopolski.

Minnesplatser, museer och monument till Mickiewicz ära finns idag i flera europeiska länder, bland annat i Vitryssland, Litauen, Polen och Frankrike. I Kraków är Mickiewiczmonumentet på Rynek Głowny, invigt 1898, en av stadens viktigaste mötesplatser. I likhet med flera andra nationellt polska monument förstördes det under den nazityska ockupationen, men har sedan återställts. I Vilnius, den stad där Mickiewicz studerade och publicerade sina första verk, invigdes skulptören Gediminas Jokūbonis' Mickiewiczmonument år 1984. Vid detta monument samlades dissidenter till demonstrationer med början 1987, något som var ett viktigt led i uppbyggandet av självständighetsrörelsen i Litauen.
Dikten Bajdary förärades 1998 en plats som väggdikt på Haarlemmerweg 5a i den holländska staden Leiden.
Nedslagskratern Mickiewicz på planeten Merkurius och asteroiden 5889 Mickiewicz är uppkallade efter honom.

## Skrifter och korrespondens
- Zima miejska, 1818 (”En vinter i staden”)
- Poezye (=Poezje), 1822–1823 (på svenska som "Ballader och romanser" i Ur slavernas diktvärld: poetiska tolkningar av Alfred Jensen, Göteborg 1896)
- Grażyna, 1823
- Dziady, 1823–1832 (Förfädernas afton – "festen till förfädernas minne")
- Sonety krymskie, 1826 ("Krimsonetter"; ett urval i svensk översättning är tryckt i Ny illustrerad tidning 1896)
- Konrad Wallenrod, 1828 (svensk översättning 1899 i Polska skalder 1, som även innehåller dikterna "Farys", "Improvisationen" ur Dziady och "Till en polsk moder")
- Księgi narodu polskiego i pielgrzymstwa polskiego, 1832 (”Polska folkets och det polska pilgrimskapets böcker”)
- Pan Tadeusz czyli Ostatni zajazd na Litwie, 1834 (på svenska som Herr Tadeusz eller Den sista utmätningen i Litwa: en adelshistoria från åren 1811 och 1812 i översättning av Alfred Jensen 1898; nyöversättning av Lennart Kjellberg 1987 med titeln Herr Tadeusz eller Sista fejden i Litauen: en berättelse ur lantadelns liv från åren 1811 och 1812)
- Les Slaves: Cours professé au Collège de France, Paris 1849
- La Tribune des peuples, utgiven i 158 nummer 1849. Facsimileutgåva, Wrocław 1963
- Drames polonais innefattande Les confédérés de Bar med flera, Paris 1867

Mickiewicz samlade skrifter utkom i Paris 1860–1861, med flera senare upplagor. En textkritisk edition i sex band utgavs i Lwów 1895–1910. På fransk prosa utgavs hans Oeuvres poétiques complètes i översättning av Christien Ostrowski 1841–1849. En efterskörd, Mélanges posthumes, utgavs 1872–1879 av sonen Władysław Mickiewicz. Mickiewicz brev, Korrespondencya, utgavs 1880–1884 av hans son samt av Józef Kallenbach 1889 och 1910.